# Stazione di Minakami
La stazione di Minakami (水上駅?, Minakami-eki) è una stazione ferroviaria della cittadina di Minakami, nella prefettura di Gunma della regione del Tōhoku, in Giappone. Presso questa stazione passa la linea Jōetsu della JR East e il treno turistico a vapore SL Minakami.

## Linee e servizi
East Japan Railway Company
■ Linea Jōetsu

## Struttura
La stazione è dotata di un marciapiede a isola e uno laterale con tre binari passanti.
| 1 | ■ Linea Jōetsu | per Shibukawa, Takasaki, Ōmiya e Ueno              |
| 2 | ■ Linea Jōetsu | per Echigo-Yuzawa, Koide, Urasa, Nagaoka e Niigata |
| 3 | ■ Linea Jōetsu | binario di servizio                                |

## Stazioni adiacenti
| «            | Servizio     | »            |
| Linea Jōetsu | Linea Jōetsu | Linea Jōetsu |
| ------------ | ------------ | ------------ |
| Kamimoku     | -            | Yubiso       |